# Hans Georg Welling
Hans Georg Wellig (auch: Johann Georg Welliegen und Hans Georg Welling sowie Hans Georg Welligen; * vor 1650 in Northeim; † nach 1677)) war ein Herzoglich Braunschweig-Lüneburgischer Ingenieur, Militär und Pyrotechniker und Montanist.

## Leben und Werk
Der Ingenieur und Artilleriekapitän Hans Georg Wellig lebte von 1650 bis 1660 in Kassel, wo er am 20. August 1650 Anna Maria Sandmann geheiratet hatte und laut den Kasseler Kirchenbüchern auch seine Kinder taufen ließ. Im Bürgerbuch der Stadt Kassel von 1653 wurde Hans George Wellig von Northeim als Knopfmacher geführt. Seine Söhne unterrichtete er in der Artillerie- und Feuerwerkskunst; sie waren ihm teilweise bei seinen späteren hannoverschen Feuerwerken behilflich, wo die aufsehenerregenden Veranstaltungen zu den Höhepunkten höfischer Feste zählten. Einer seiner Söhne war der Alchemist, Bergwerksdirektor und Theosoph Georg von Welling.
Ebenfalls 1660 trat der aus Kassel kommende Wellig vor Verantwortlichen des Oberharzer Bergbaus auf, um vor Ort eine Wasserhebemaschine mit hoher Leistung vorzuführen. Möglicherweise war die Maschine jedoch nicht hinreichend für den Bergbau geeignet, da sie offenbar in keiner Harzer Grube installiert wurde und erst später eine andere, mit Pferden betriebene Maschine in Clausthal zwischen 1670 und 1680 in Betrieb gegangen war, jedoch nur kurzzeitig. Dennoch gab es eine – bis heute erhaltene – Anweisung aus dem Jahr 1660 des Herzogs Christian Ludwig zur Durchführung von Wellings Plänen.
Spätestens 1665 stand Wellig in Hannover in den Diensten bei Herzog Johann Friedrich von Braunschweig-Calenberg. 1668 „erfand“ er – zum Einzug von Benedicta Henriette von der Pfalz in Hannover, der Braut des Herzogs ein am 9. November 1668 veranstaltetes Feuerwerk, das der Kupferstecher und Feuerwerker Joachim Georg Krickau in verschiedenen Kupferstichen festhielt. Die Stiche in den Maßen 16,3 × 16,3 cm gingen in das Eigentum der Stadtbibliothek Hannover über, Signatur H 130, 8, während der zweite Band mit einem bei Georg Friedrich Grimme erschienen Text und einem Kupferstich-Platte in den Maßen 23 × 47 cm in den Besitz der Gottfried Wilhelm Leibniz Bibliothek – Niedersächsische Landesbibliothek übergingen; Signatur C 15475. Die Urheberschaft Wellings an dem „Die überwindende Liebe“ betitelten Feuerwerksspektakel – er veranstaltete mehrere Feuerwerke teils mit Hilfe seiner Söhne – kann aus der Inschrift eines erhaltenen Szenenbildes abgelesen werden.
1671 kommandierte Wellig bei der Belagerung der Stadt Braunschweig die verbündete Artillerie und erhielt bald darauf das Amt des Generalquartiermeisters.
Mehrere Jahre später veranstaltete Wellig am 18. Oktober 1674 in Hannover vor Herzog Johann Friedrich eine „Opera Von Denen Ubergroßen Tapffern Helden-Thaten Cimons von Athen ...“, die der Händel-Biograf Friedrich Chrysander als älteste bekannte hannoversche Oper darstellte. Tatsächlich aber war das 18 Folioblätter umfassende und mit großen Kupferstichen illustrierte Programm wohl eher eine Hoflustbarkeit als ein Musikdrama, ein prunkvolles Feuerwerk, bei dem zur Veranschaulichung des Krieges Militärmusik gespielt wurde und der Kriegsgott Mars und die personifizierte „Invidia einige Reime zu sprechen hatten“. Die Schrift zum Feuerwerk, mit 8 Kupferstichen in den Maßen 19 × 16,3 cm gedruckt bei Wolfgang Schwendimann, versah Wellig mit einer Widmung an die drei Töchter von Herzog Johann Friedrich.
Wellings Aufenthalt in mitteldeutschen Raum lässt sich bis 1677 nachweisen. Sein Todesdatum ist unbekannt, allerdings nennet die 1728 verfasste familieneigene und noch 1990 in Privatbesitz befindliche Schrift Genealogische Nachricht das Todesjahr 1682.

## Schriften
- Die Überwindende Liebe : Praesentiret und dargestellet Durch Ein Künstliches Fewr-Werck/ Welches Bey HochFürstlicher Haimbführung Des ... Herrn Johann Friederichs/ Hertzogen zu Braunschweig und Lüneburg/ [et]c. ... Gemahlin/ Der ... Frauen Benedicta Henrietta Philippina, Pfaltz-Gräfin bey Rhein/ [et]c. Glücklichen verbrand worden/ zu Hannover den 8. Novembr. ... 1668 / [ Von Ihr Hochfürstl. Durchl. ... Ingen. Artillerie Lieutenan[n]t Inventirt und gemacht: H. G. Welligen], Hannover: Grimmen, 1668[10]
- Opera Von Denen Ubergrossen Tapffern Helden-Thaten Cimons von Athen, Dessen erhaltenen Siege und Triumphen/ einige zu Wasser und Lande In einem künstlichen Feuerwercke vorgebildet worden. Zu Unterthänigster Ehrerbietung Denen ... Princ: Felicitati Charlottae, Pr. Henriettae Mariae Josephae, Pr. Wilhelminae Amaliae, Gebohrnen Hertzoginnen zu Braunschweig und Lüneburg/ [et]c. ...  Von Dero Durchleuchtigsten Herrn Vatters Des ... Herrn Johann Friederichen Hertzogen zu Braunschweig und Lüneburg/ [et]c. Bestaltem Ingenieur und Artillerie-Capitain, Hans Georg Welligen, Gedruckt zu Hannover Bey Wolfgang Schwendimann, Hoch-Fürstl. Hoff-Buchdrucker allda, 1674; Digitalisat der Herzog August Bibliothek Wolfenbüttel (HAB)

## Archivalien (Auswahl)
Archivalien von und über Hans Georg Wellig (Welling) finden sich beispielsweise
- im Niedersächsisches Landesarchiv
  - um 1674/75 aufgesetzter Brief des Hans Georg Welling an den General von Podewill mit der Bitte um Gewährung des Postens als Generalquartiermeister. In dem Schreiben erwähnt der Verfasser seine ältesten Söhne und gibt deren Alter an; Archivsignatur NSHA Han 47 I, Nr. 171, Bl. 99f.; die Angaben stimmen mit denen in den 1738 verfassten und in Privatbesitz befindlichen genealogischen Aufzeichnungen unter dem Titel Genealogische Nachricht überein.[5]
  - als Militär-Verpflegungs-Rechnungen der Jahre 1675 bis 1677, in deren Gehaltslisten Hans Georg Welling als Generalquartiermeister geführt wurde; Archivsignatur NHSA Cal Br 16, Nr. 896[5]
  - als Projektskizze und Schreiben von Hans Georg Welling von Northeim, datiert 17. Oktober 1660, an Herzog Christian Ludwig und dessen Anweisung ebenfalls vom Oktober des Jahres „betr. die von Hans Georg Welligen zu Caßell verfertigte Waßer-Kunst zum Gebrauch auf dem Hartze“ unter dem Titel Hartz-Generalia; Archivsignatur NHSA Cal Br 4, Nr. 64[7]